# Agência Espacial Latino-Americana e Caribenha
Agência Espacial Latino-Americana e Caribenha (também conhecida como ALCE) é uma organização internacional de exploração espacial com sede no México formada por diversos países da América Latina e do Caribe. Foi criada em 2021 como parte da corrida espacial latino-americana [es]. Seus objetivos envolvem a coordenação das atividades de cooperação no âmbito espacial dos países da América Latina e do Carive para o uso e exploração pacífica do espaço exterior, a Lua e outros corpos celestes.

## História
A agência teve sua origem em 9 de outubro de 2020, quando o ministro das Relações Exteriores do México, Marcelo Ebrard, e o ministro das Relações Exteriores da Argentina, Felipe Solá, assinaram um acordo comprometendo-se a criar uma agência espacial latino-americana. Em 24 de julho de 2021, no âmbito da XXI Reunião de Ministros das Relações Exteriores da Comunidade de Estados Latino-Americanos e Caribenhos (CELAC) realizada no Castelo de Chapultepec no México, este país, que assumiu a presidência pro tempore da organização e foi o principal promotor do projeto, assinou um acordo para a criação da ALCE juntamente com os Estados membros da Argentina, Bolívia, Costa Rica, Equador e Paraguai. Posteriormente, em 18 de setembro do mesmo ano, dezenove Estados assinaram o Acordo Constitutivo da ALCE no âmbito da VI Cúpula da CELAC de 2021 realizada no Palácio Nacional do México. Finalmente, em 16 de março de 2022, o Senado mexicano ratificou a criação da sede da ALCE no México, estabelecendo assim formalmente a agência.

## Estados membros
As nações que constituem a agência são as seguintes:
- Antígua e Barbuda
- Argentina
- Bolívia
- Costa Rica
- Cuba
- Dominica
- Equador
- Guatemala
- Haiti
- Honduras
- México
- Nicarágua
- Panamá
- Paraguai
- Peru
- República Dominicana
- Santa Lúcia
- São Vicente e Granadinas
- Venezuela